# Deprivation
Deprivation (av medeltidslatin deprivo, av de-  och latin privo 'beröva', 'fråntaga'), eller deprivering, är ett undandragande eller undanhållande av stimulering som är av väsentlig betydelse för människans utveckling.